# Anisostachya colorata
Anisostachya colorata är en akantusväxtart som beskrevs av Raymond Benoist. Anisostachya colorata ingår i släktet Anisostachya och familjen akantusväxter. Inga underarter finns listade i Catalogue of Life.